# Elisabeth Wiedemann
Elisabeth Wiedemann, född 8 april 1926 i Bassum, död 27 maj 2015 i Marquartstein, var en tysk dansare och skådespelare.
Wiedemann började i Berlin som dansare och året 1951 blev hon av Gustaf Gründgens inbjuden som skådespelare vid Düsseldorfer Schauspielhaus. Hennes största roll fick hon i TV-serien Ein Herz und eine Seele (inspelad i Schauspielhaus Bochum) som hustru Else till det envisa och egoistiska familjehuvudet Alfred. En annan betydande roll hade hon i Otto Waalkes första långfilm.
Hon var även aktiv som röstskådespelare, bland annat för den tyska dubbningen av serien Doktor Snuggles.